# MyMiniCity
MyMiniCity egy böngésző alapú játék, amelyben a játékosok létrehozhatják saját virtuális városukat. Minden város kap egy webcímet, melyen elérhető lesz és megtekinthető a fejlődése. Bárki aki meglátogatja ezt a weboldalt, hozzájárul a város fejlődéséhez. Naponta egy IP-címről csak egyszer lehet hozzájárulni egy város fejlődéséhez.
A MyMiniCity játék használatához nem kell regisztráció.

## Fejlesztési területek

### Népesség
- Példa webcím a népesség növeléséhez: wikipedia.myminicity.com
- Népességet a város létrehozásától lehet növelni.

A népesség a legfontosabb statisztika, mivel általában úgy vélik, hogy ez a „cél” a MyMiniCity-ben. Arra használják, hogy rangsorolják a várost a rangsor-táblázatban. A népesség negatív hatással van a város jólétére, így egyéb alapegységek támogatására van szükség, hogy megakadályozzák a csökkenést. Ha nincs elegendő népesség, akkor a gyárak és üzletek bezárnak, ezáltal csökken az ipar és a kereskedelem. Ha túl nagy a népesség, akkor munkanélküliség lép fel.

#### Hatása a térképre
Népességnövekedés okozhat számos dolgot:
- Városméret növekedése
- Növeli a házak számát
- Házak méretének növekedése
- Csökken a mezőgazdasági telepek, a medencék, a hegyek

### Ipar
- Példa webcím az ipar növeléséhez: wikipedia.myminicity.com/ind
- Ipart 50 fő népességtől lehet növelni.

Az ipar fontos része a városnak, hogy csökkenjen a munkanélküliség. Azonban a város elpusztulását is szolgálja, köszönhetően annak a ténynek, hogy megemeli a szennyezést (pollution).

#### Képletek
Az ipar segíti csökkenteni a munkanélküliséget, aminek a mértéke: 3 lakos 1 iparban.
Munkanélküliségi-ráta kiszámítása: {\displaystyle {\mbox{UnemploymentRate}}={\frac {Population-3\times Industry-Business}{Population}}}
Ugyanakkor az ipar szennyezést okoz. 
Szennyezés: {\displaystyle {\mbox{Pollution}}={\frac {0.1\times Population+0.3\times Business-2\times Environment+Industry-200}{Industry}}}
Az iparág elérhet egy határértéket, ahonnan már nem nő tovább: {\displaystyle {\mbox{MaxIndustry}}=0.8\times Population}

#### Hatása a térképre
A nagyobb ipar nagyobb gyárakat eredményez a térképen.

### Közlekedési hálózat
- Közlekedési hálózatot 100 fő népességtől lehet fejleszteni.
- Példa webcím a közlekedési hálózat növelésére: wikipedia.myminicity.com/tra

A közlekedési hálózat fontos része a város fejlődésének. Enélkül a város nem tud növekedni.

#### Hatása a térképre
Minél nagyobb a közlekedési hálózat, annál több út jelenik meg a térképen. Az utak is hosszabbak és nagyobbak a közlekedési hálózat növekedésével.

### Biztonság
- Példa webcím a biztonság növeléséhez: wikipedia.myminicity.com/sec
- Biztonságot 300 fő népességtől lehet növelni.

A MyMiniCity városokban a biztonságot a rendőrség biztosítja.

#### Képletek
A bűncselekmények számának kiszámítása:
{\displaystyle CrimeRate={\frac {Population-Security*4-300}{Population}}}

#### Hatása a térképre
Több rendőrségi bázis jelenik meg.

### Környezet
- Környezetet 500 fő népességtől lehet növelni.
- Példa webcím a környezet növeléséhez: wikipedia.myminicity.com/env

A környezet csökkenti a szennyezés (pollution) mértékét.

#### Hatása a térképre
Hozzáteszi több zöld területet, hegyeket, fákat, s a többi.

### Üzletnövelés (kereskedelem)
- Üzletnövelést (kereskedelmet) 1000 fő népességtől lehet növelni.
- Példa webcím az üzlet (kereskedelem) növeléséhez: wikipedia.myminicity.com/com

Az üzletnövelés hasonló, mint az ipar, de kisebb a hatása.

#### Hatása a térképre
Üzleteket tesz hozzá a térképre.